# Atal Sky+
Ten artykuł dotyczy przyszłego wydarzenia. Informacje w nim zawarte mogą się zmienić wraz z pojawieniem się nowych faktów, a początkowe doniesienia mogą być niepewne. Ostatnie aktualizacje tego artykułu mogą nie odzwierciedlać najbardziej aktualnych informacji.
Atal Sky+ – zespół budynków mieszkalnych w Katowicach, położony w rejonie alei W. Korfantego i ulicy Grabowej, na terenie dzielnicy Koszutka, będący w budowie od pierwszego kwartału 2021 roku.
Składa się z sześciu budynków, w których zaprojektowano mieszkania, apartamenty inwestycyjne oraz lokale usługowe. Wśród nich zaprojektowano budynek A, mający być dominantą o wysokości 122,25 metrów i w momencie ukończenia ma być jednym z najwyższych budynków mieszkalnych w województwie śląskim. Został on zaprojektowany przez warszawską pracownię architektoniczną HRA Architekci, a jego inwestorem jest cieszyńska spółka Atal.

## Lokalizacja
Atal Sky+ położony jest u biegu alei W. Korfantego i ulicy Grabowej, w rejonie pętli Słonecznej w Katowicach, na terenie dzielnicy Koszutka. Kompleks oddalony jest w odległości ok. dwóch kilometrów od stacji kolejowej Katowice, 15 minut pieszo od katowickiego Rynku i 10 minut od Strefy Kultury.
W sąsiedztwie biurowca Atal Sky+ położone są przystanki autobusowe i tramwajowe ZTM Koszutka Słoneczna, Koszutka Słoneczna Pętla i Koszutka Jesionowa.

## Historia

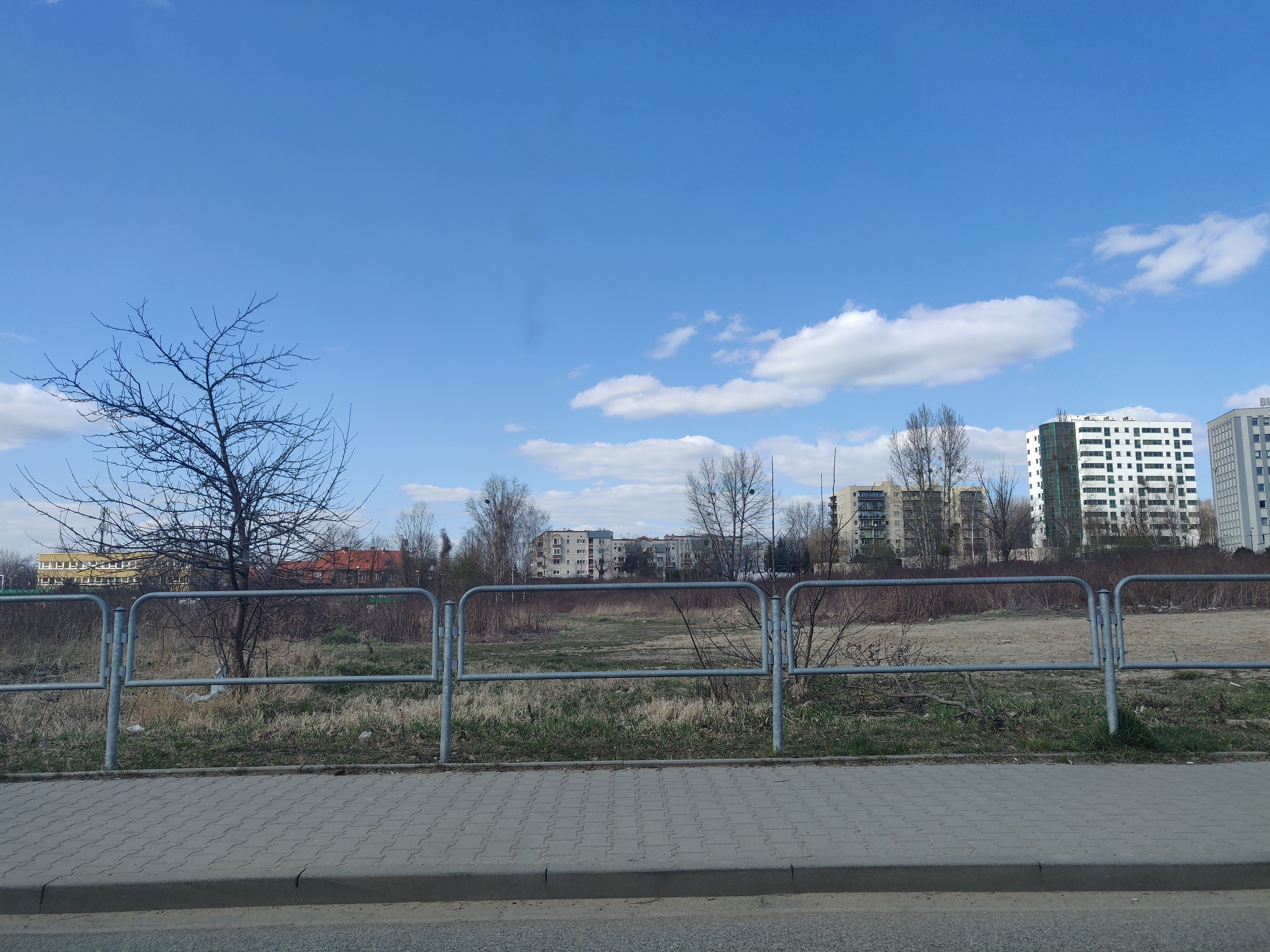
Teren przyszłej budowy kompleksu Atal Sky+ w kwietniu 2020 roku

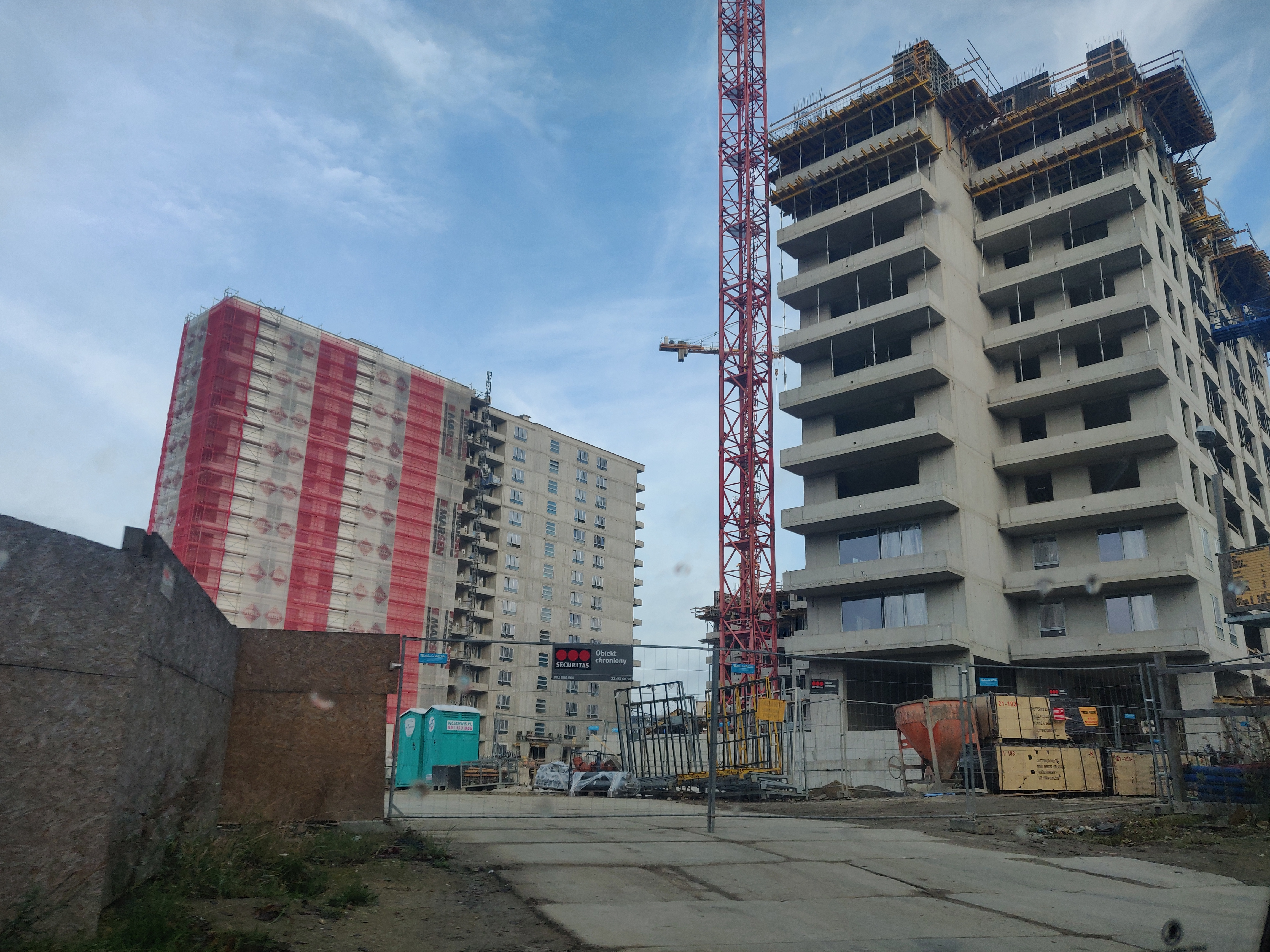
Budowa kompleksu w listopadzie 2022 roku (budynki F i E)

Pierwsze plany zabudowy działki przy pętli Słonecznej, u zbiegu alei W. Korfantego i ulicy Grabowej pojawiły się już w latach 70. XX wieku. Planowano wówczas budowę 26-piętorwego budynku dla Instytutu Matematycznego. Do realizacji inwestycji ostatecznie nie doszło z powodu kryzysu ekonomicznego w latach 80. XX wieku. Temat zabudowy terenu pod późniejszy kompleks Atal Sky+ wrócił na początku XXI wieku, a jedne z pierwszych wizualizacji zabudowy działki pojawiły się w 2007 roku. Były to wizualizacje kompleksu budynków powstałe w biurze architektonicznym Tomasza Koniora Konior Studio. Wówczas też planowano powstanie w tym miejscu dominanty architektonicznej.
29 stycznia 2021 roku kompleks Atal Sky+ otrzymał decyzję o udzieleniu pozwolenia na budowę, a prace budowlane rozpoczęły się w pierwszym kwartale 2021 roku. W kwietniu tego samego roku wygrodzono i uporządkowano plac budowy, a kilka miesięcy później, na początku sierpnia 2021 roku inwestor Atal Sky+ – cieszyńska spółka Atal podała do opinii publicznej szczegóły inwestycji. Rozpoczęto także sprzedaż mieszkań.
Budowa kompleksu została zaplanowana dwuetapowo: w pierwszym rozpoczęto wznoszenie budynków D, E i F z mieszkaniami i apartamentami, a w drugim etapie miało zostać wzniesionych pozostałych sześć obiektów, w tym budynek A mający być dominantą całego kompleksu.
Pod koniec sierpnia 2022 roku pierwszy z budynków kompleksu (budynek F) osiągnął swoją wysokość konstrukcyjną – 50 metrów. Do tego czasu miał gotową konstrukcję dachu, a także trwały prace nad budową ścian działowych oraz przy montażu instalacji. W tym czasie równolegle trwały roboty podziemne i nadziemne przy dwóch innych budynkach pierwszego etapu – D i E. W tym czasie na placu budowy pracowało ok. 60 osób
Pod koniec 2022 roku najbardziej zaawansowane prace były prowadzone w budynku F. Prowadzono w nim prace instalacyjne oraz wykończeniowe. Do tego czasu zainstalowano nowe okna i parapety. Budynek D osiągnął w tym czasie najwyższy pułap, a budynek E był na poziomie +9.
Pod koniec lipca 2023 roku ruszyła sprzedaż mieszkań w najwyższym budynku kompleksu, a na początku sierpnia 2024 roku ukończono budowę pierwszej części projektu, w ramach którego oddano do użytku 316 lokali mieszkalnych w trzech budynkach. Pod koniec października 2024 roku gotowych było już 29 kondygnacji najwyższego budynku kompleksu, natomiast pod koniec grudnia tego samego roku jego budowa sięgała poziomu 35 piętra i w realizacji była już ostatnia jego kondygnacja. 
Pod koniec lutego 2025 roku konstrukcja najwyższego budynku kompleksu była na ukończeniu. Trwały wówczas prace przy dachu nad najwyższą kondygnacją, a ponadto prowadzono prace przy ścianach działowych, instalacji elektrycznej i centralnego ogrzewania oraz przy stolarce okiennej i tynkach.
Termin zakończenia prac budowlanych najwyższego wieżowca kompleksu Atal Sky+ to drugi kwartał 2026 roku.

## Architektura

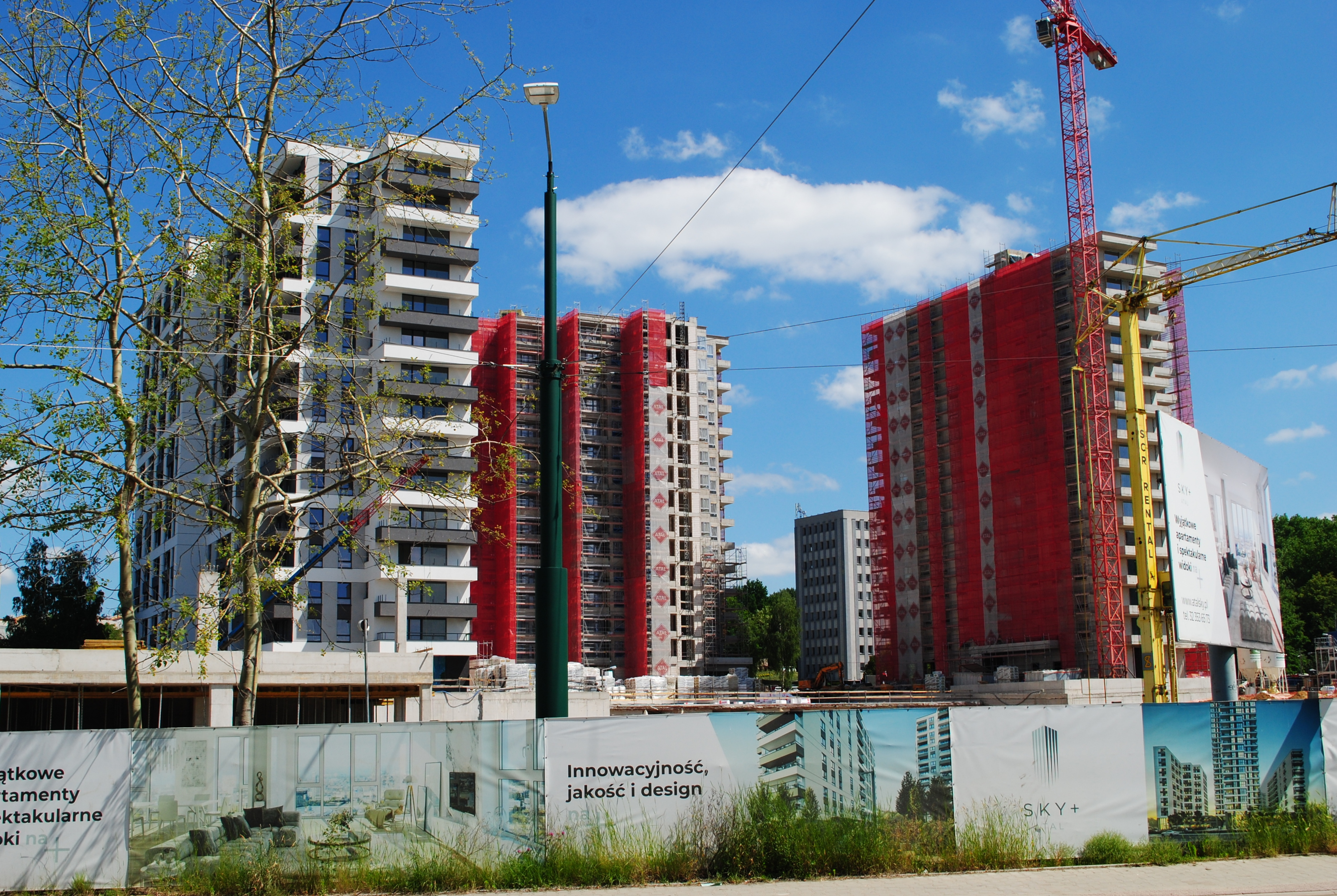
Fragment kompleksu Atal Sky+ (I etap) w czerwcu 2022 roku; widok od strony pętli Słonecznej)

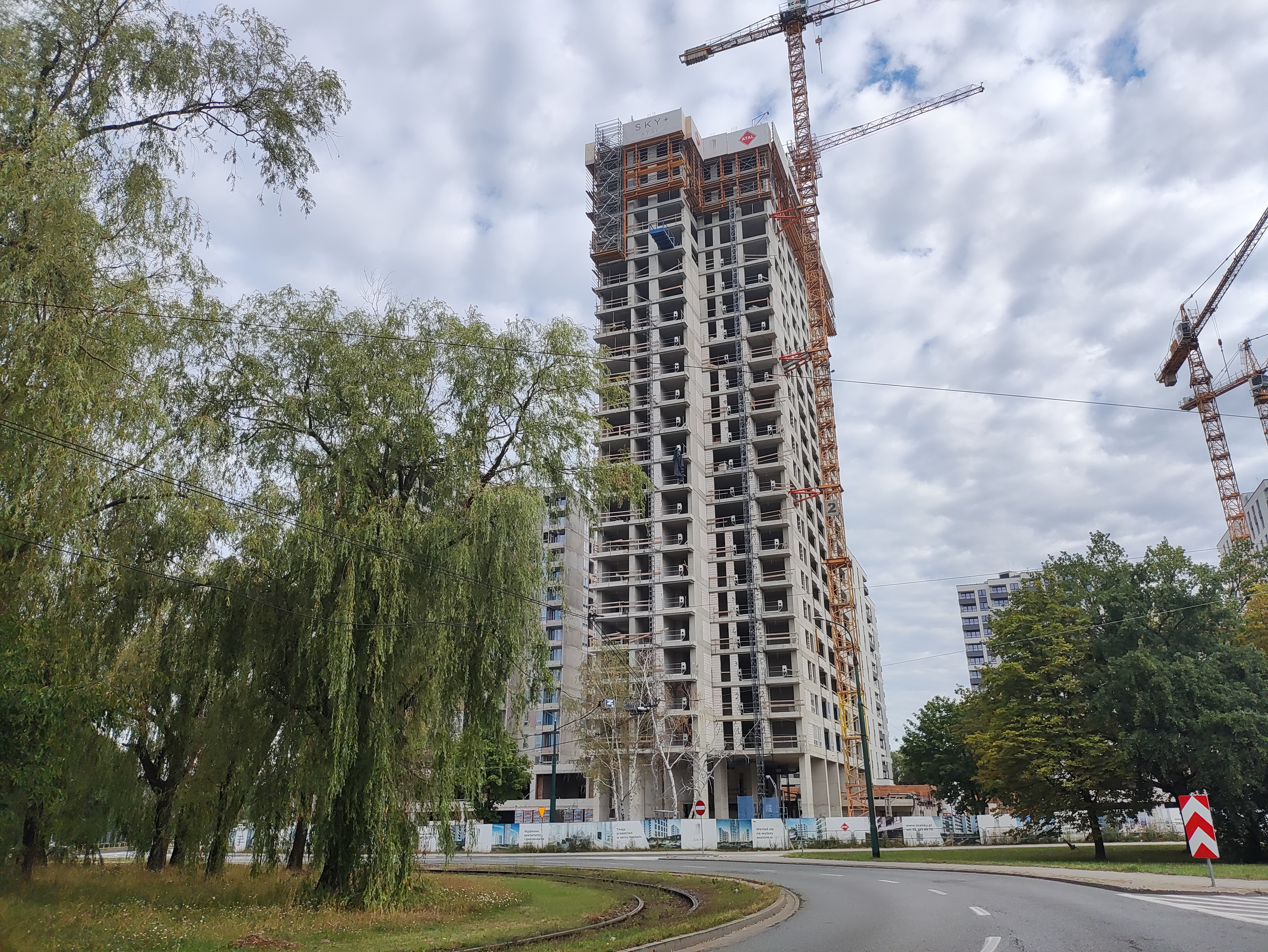
Budynek A w sierpniu 2024 roku

Atal Sky+ to kompleks sześciu wielofunkcyjnych budynków mieszkalnych, w których zaprojektowano mieszkania, apartamenty inwestycyjne oraz lokale usługowo-handlowe. Łączna powierzchnia użytkowa kompleksu ma wynieść 62 tys. m². Został on zaprojektowany przez warszawską pracownię architektoniczną HRA Architekci, która ma w swoim portfolio projekty takich wieżowców, jak Varso czy Forest. Architekci w projektowaniu kompleksu postawili na minimalistyczny design i nowoczesną bryłę, dzięki czemu Atal Sky+ w założeniu ma wypełnić urbanistyczną lukę w rejonie pętli Słonecznej i wpisać się w zabudowę Katowic. Elewacje budynków kompleksu zaprojektowano w podobnej estetyce, lecz każdy ma posiadać charakterystyczne, wyróżniające je elementy.
Budowa kompleksu Atal Sky+ została zaplanowana dwuetapowo: w pierwszym etapie budynki D, E i F z mieszkaniami i apartamentami – łącznie 316 lokali, składających się z 1–4 pokoi (w tym: budynek D – 90 mieszkań, budynek E – 71 mieszkań i budynek F – 164 mieszkania), o metrażach 33–122 m² i 9 lokali usługowo-handlowych. W drugim etapie zaplanowano budowę budynków A, B i C, w tym 15-kondygnacyjnego budynku B z funkcją mieszkalną i budynku C z apartamentami inwestycyjnymi.
Budynek A został zaprojektowany jako dominanta architektoniczna. Zaplanowano go jako budynek mieszkalny wielorodzinny trójmodułowy z 35. kondygnacjami nadziemnymi. Wysokość budynku A ma wynosić 122,25 m i w momencie ukończenia ma być jednym z najwyższych budynków mieszkalnych w całym województwie śląskim, a dach wieżowca ma sięgać wysokości 410,15 m n.p.m.
Na dwóch pierwszych kondygnacjach kompleksu Atal Sky+ zaprojektowano tereny rekreacyjno-usługowe wyposażone w placówki handlowo-usługowe. Na parterze zaplanowano ogródki i dziedzińce wyposażone w elementy małej architektury, jak ławki czy leżaki. Zaprojektowano także strefy rekreacyjne oraz plac zabaw. W parterach budynków C i F mają powstać prywatne ogródki. Mieszkania do 15. kondygnacji zostały zaprojektowane z loggiami, a powyżej mają mieć panoramiczne okna.
W podziemnych kondygnacjach mają zostać wybudowane parkingi podziemne, zespoły komórek lokatorskich oraz boksy na rowery.
W budynkach zaplanowano takie udogodnienia, jak m.in.: inteligentny system części wspólnych ograniczający m.in. konieczność dotykania włączników i drzwi w częściach wspólnych czy system smart house w mieszkaniach. Kompleks ma zostać wyposażony w całodobową ochronę oraz system monitoringu, a cała infrastruktura osiedla ma zostać przystosowana do osób z niepełnosprawnościami i rodzin z dziećmi. Został także zaprojektowany system zielonych dachów odpowiadający za odprowadzenie nadwyżek wody i jej gromadzenie.
Inwestorem kompleksu Atal Sky+ jest cieszyńska spółka Atal.